# Château de Urtubia
El château  de Urtubia (en francés: Château d'Urtubie) es un château de origen medieval de Francia de propiedad privada situado en Urruña (departamento de Pyrénées-Atlantiques), que cuenta con un parque-jardín botánico de 6 hectáreas a su alrededor, que está abierto al público todo el año.
El château está inscrito en el título de monumentos históricos desde 1974. 

## Localización
Urruña (en castellano y euskera, en francés Urrugne) es una localidad y comuna vasca situada en el departamento de Pirineos Atlánticos, en la región de Nueva Aquitania y el territorio histórico vascofrancés de Labort. 
Urruña limita al norte con el mar Cantábrico, al oeste con las comunas de Hendaya y Biriatou (entre ambas, llega hasta el río Bidasoa, al otro lado del cual, ya en España, se encuentra el barrio de Behobia, en Irún), al este con Ciboure y Ascain, y al sur hace frontera con España en el municipio de Vera de Bidasoa, de la Comunidad Foral de Navarra.
Cabe así mismo destacar que se trata de una de las comunas productoras de la AOC Piment d'Espelette-Ezpeletako Biperra.

## Historia
Los primeros señores de Urtubia aparecen en la corte del vizconde de Labourd al principio de siglo XII. Bonion, Señor de Urtubia, se menciona en 1120. Sabemos poco de las primeras familias de Urtubia que no parecen haber tenido una gran casa fortaleza en el señorío. 
Fue en 1341 cuando Martin de Tartas recibe del Rey de Inglaterra, duque de Aquitania, el permiso para construir un castillo de piedra con muros y zanjas, porque solamente hay unas tres leguas de distancia, para controlar el camino a España. La carta de patente de Martin de Tartas, Señor de Urtubia, está firmada por el rey Eduardo III de Inglaterra en Westminster el 4 de mayo de 1341. Martin murió trágicamente en Bayona en 1343 y es su hermano, Auger de Tartas, quien completa la construcción de Urtubia.
El castillo fortaleza del siglo XIV consistía en un calabozo con cuatro torres, una pasarela que rodea el calabozo y una puerta de entrada que consta de dos torres que formaban el cuarto de la guardia y enmarcaban el puente levadizo. Actualmente persisten estos de la torre del homenaje, las dos torres de la puerta de entrada y las paredes de la parte norte de la pasarela.
Después de que su padre Charles VII había recuperado Aquitania del inglés gracias a Juana de Arco, Luis XI se quedó en Urtubia en 1463 para arbitrar una disputa entre el rey de Castilla y el de Aragón. En esta ocasión, nombró a Jean d'Urtubie como Chambelán y lo llevó a la corte, donde el pequeño Louis d'Urtubie fue educado junto con el futuro Luis XII.
En 1505, Luis XII, entonces rey de Francia, autorizó a su amigo de la infancia Louis d'Urtubie para agrandar el castillo. Así se construyó la actual sala de caza y las habitaciones de la parte superior (en la actualidad las amplias salas de estar y habitaciones) y la torre central con su « escalier à vis suspendu » ("escalera de caracol suspendida").
En 1654, seis años antes de su matrimonio en San Juan de Luz, Luis XIV otorgó al señorío el rango de Vizcondado y Salvat Urtubie fue nombrado Alguacil espada de Labort. Al final del siglo XVII su hijo había quitado las tejas de los tejados y reemplazado con pizarras. Al mismo tiempo, mandó arreglar las ventanas del ático, demoler las antiguas murallas y construir la capilla.
Entre 1700 y 1743 las murallas de la parte sur fueron derribadas y el foso rellenado. El vizconde d'Urtubie hizo remodelar el entorno con un jardín a la inglesa y un invernadero-orangerie. También añadió un ala en el sur, donde se encuentra actualmente el salón pequeño.

Detalles
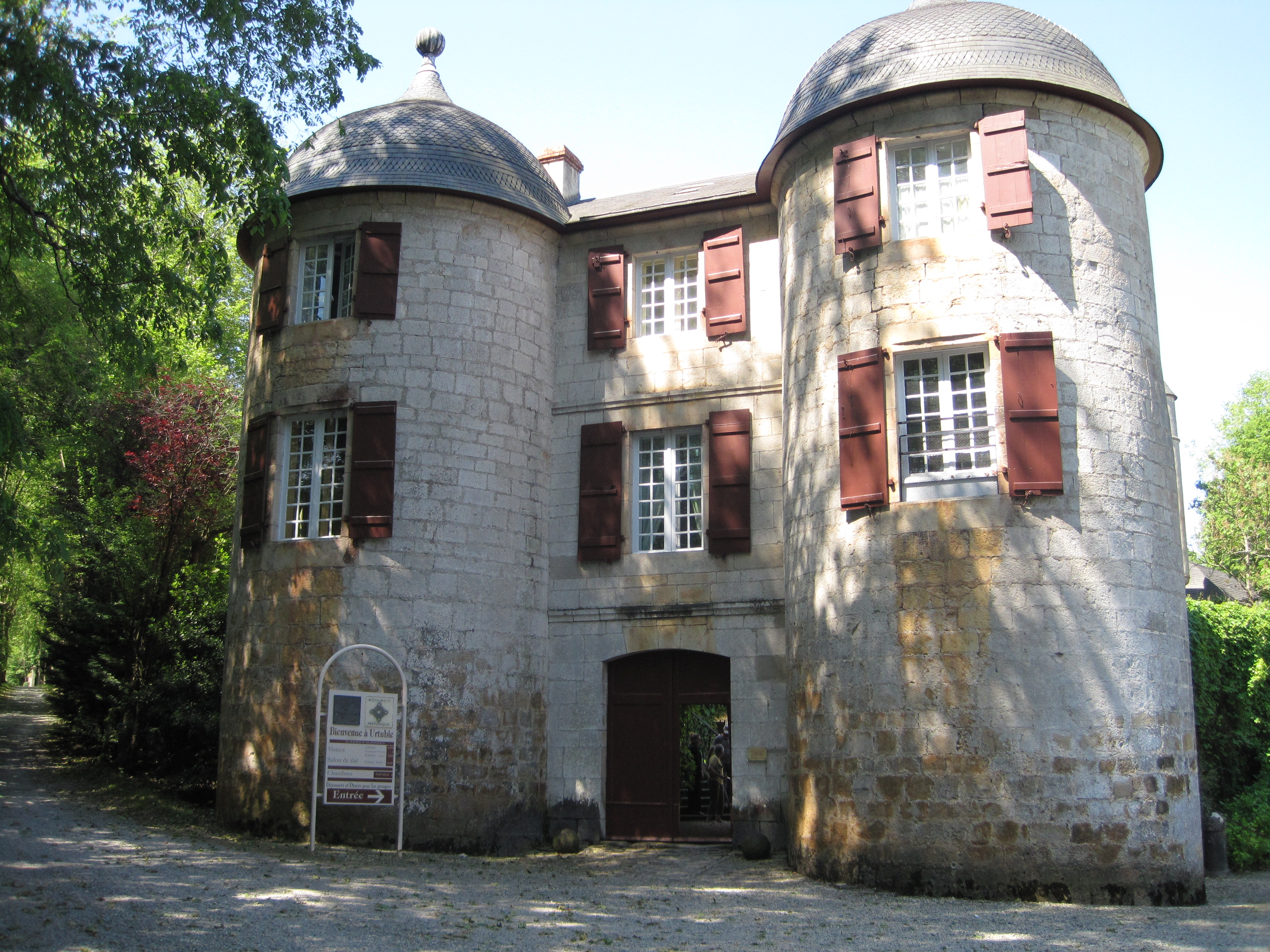
Entrada principal.
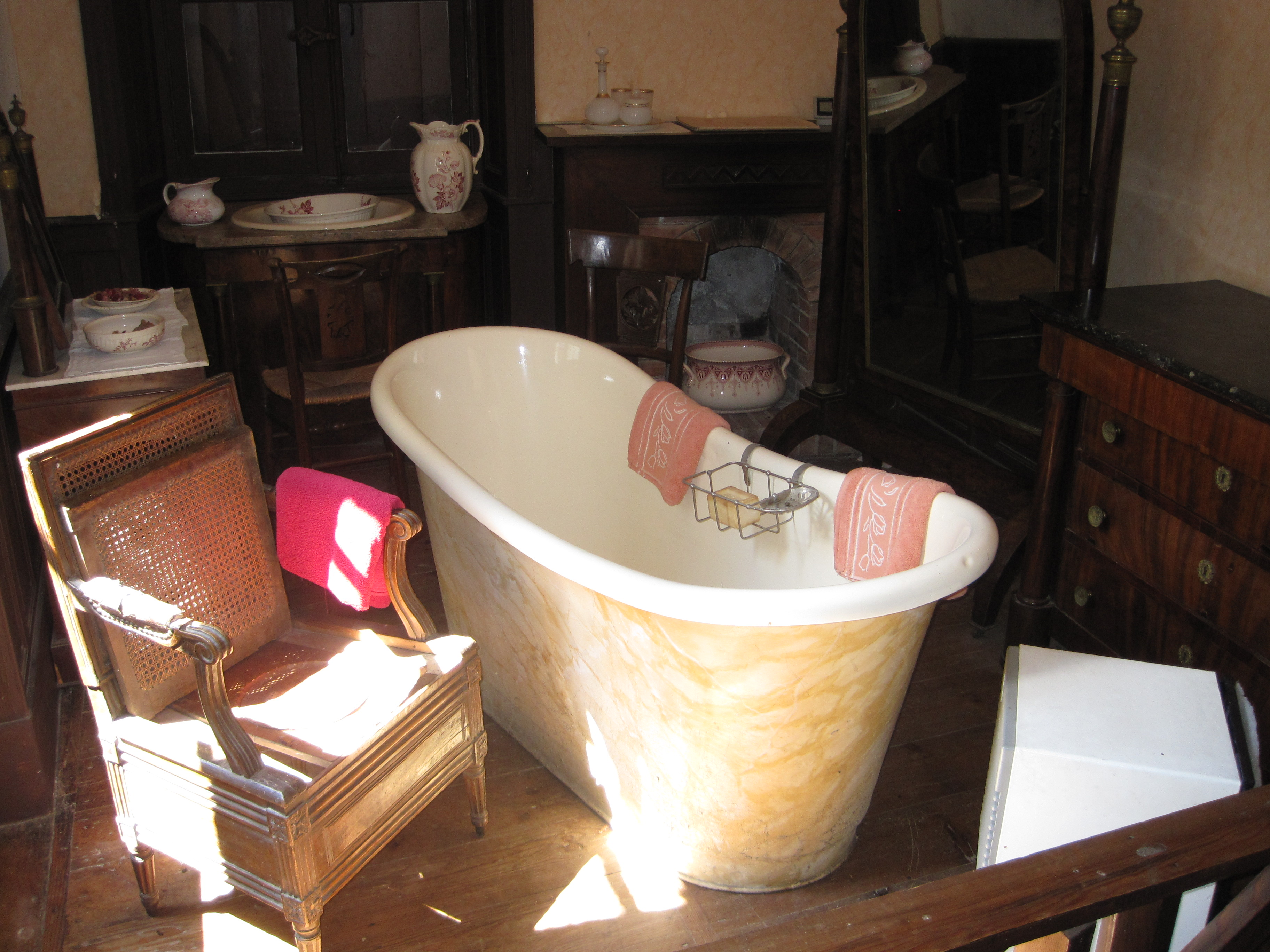
Muebles de la sala de baño.
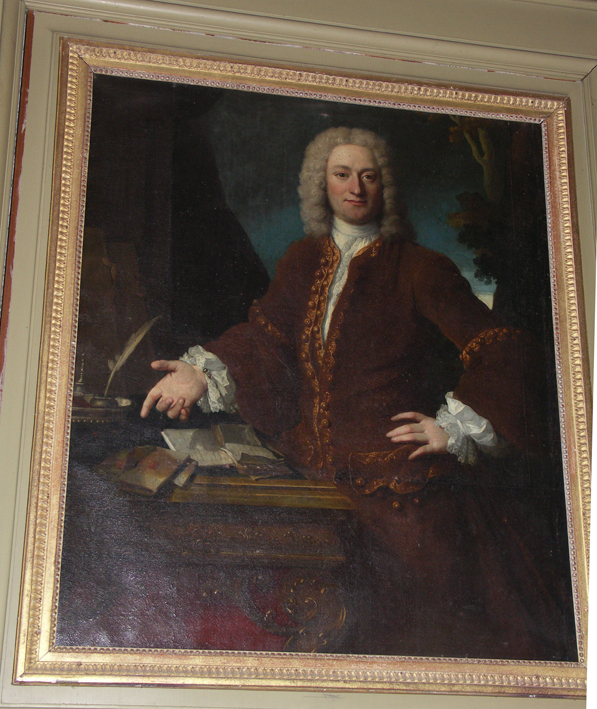
Cuadro de uno de los salones.

## Jardines
Es de destacar la orangerie construida en el siglo XVIII, que actualmente alberga una exposición sobre plantas del País Vasco olorosas y sus aceites esenciales.
El « jardin à l'anglaise » rodeando el castillo, con azaleas, camelias, rhododendron, y avenidas de tejos, carpinos y bojes en topiarias. 
Los elementos vegetales arbóreos se agrupan formando bosquetes de aceres, castaños, abetos, cedros, robles, tilos, carpes y hayas.